# 阿莲·萧
阿莲·萧·贝穆德斯（西班牙語：Arlen Siú Bermúdez，1955年7月15日-1975年8月1日），尼加拉瓜华裔革命者、创作型歌手与女诗人，被认为是桑地诺人民革命中最早的烈士之一。她英年早逝，并因而成为尼加拉瓜著名的革命英雄。她创作的诗歌《农村的玛丽亚》后来由Pancasán谱曲，广为尼加拉瓜人民传唱。